# Compagnie de développement du Nord
CODENORD ou Compagnie de Développement du Nord est une entreprise de la République démocratique du Congo créée en 1987 par la Compagnie Française de Développement des Fibres Textiles (« CFDT » maintenant Geocoton) sur financement CCCE (maintenant AFD) qui apportait des investissements en rénovation, véhicules, et de l'assistance technique, et par l'État Zairois (« Ministère du portefeuille ») qui apportait les actifs de la défunte Sotexco (usines, ateliers, magasins, habitations etc), filiale de la filature de coton Sotexki,.

La même année, différents bailleurs de fonds ont commencé à financer un plan semencier (coton et autres) pour améliorer les rendements agricoles, et un programme de réfection des routes (Banque mondiale), entre autres dans la zone cotonnière au nord de Kisangani.

## Siège social
- Dingila, un village du Haut-Uélé. (le siège de la sotexco était a Kisangani)

Situation géographique :
- République démocratique du Congo
- Province Orientale

## Activité
La Codenord s'occupe de :
- Développement rural (vulgarisation de techniques agricoles, crédit intrants)
- Achat de coton-graines aux paysans
- Égrenage du coton ; différentes usines d'égrenage en province orientale (dont Dingila, très petite et obsolète)
- Vente de balles de coton-fibre (autrefois exclusivement à Sotexki, mais la filature Sotexki (à Kisangani) a souffert de plusieurs pillages ayant arrêté son activité lors des récentes guerres...)
- plan semencier (coton)
- Achat de café aux planteurs, et exportation. Activité rachetée dans les années 1980.
- Mise en œuvre de différents programmes de développement, selon les financements obtenus d'organisations internationales
- gestion du barrage et de la turbine électrique qui alimente tout le village en électricité

L'activité de la Codenord a été fortement perturbé par les guerres et les problèmes de débouchés pour la production de coton.
Dagris a été actionnaire et opérateur de la Codenord dans les années 1980/90.

## Historique de la société
CoCoCo ou Compagnie Congolaise de Coton pendant la colonisation, la société a été nationalisée dans les années soixante et n'a jamais retrouvé les niveaux de production de coton des années 1950 - en partie parce que le coton a cessé d'être une culture obligatoire, en partie pour les retards de paiement répétés aux paysans, et enfin à cause de la dévaluation permanente de la monnaie zaïroise qui amputait le pouvoir d'achat tiré de toute activité affectée par des délais de paiement.
Surnommée « Union Minière du Haut Uélé » par clin d'œil envers l'Union minière du Haut Katanga (aujourd'hui Gécamine) car elle était la seule source de richesse de la région et gérait de fait les services publics (électricité, entretien des routes, postes, logement des travailleurs, approvisionnement en essence, hébergement des fonctionnaires en tournée...)

## Usines d'égrenage
Une quinzaine d'usines, dont :
- Dingila
- Isiro
- Buta
- Bondo
- Bunia

et un bureau à Kisangani

## Liens Wikipedia
- Liste des villes de la province Orientale